# Fernando Arias-Salgado
Fernando Arias-Salgado (* 3. Mai 1938 in Valladolid) ist ein ehemaliger spanischer Diplomat.
Nach einer juristischen Ausbildung schlug Arias-Salgado 1965 eine diplomatische Karriere ein. Er vertrat Spanien bis Ende Mai 1970 bei den Vereinten Nationen. Von Juni 1970 bis 1973 war er im spanischen Ministerio de Educación y Formación Profesional für die Förderung der Forschung und der internationalen Zusammenarbeit zuständig. Ab 1973 wurde er im spanischen Außenministerium als  internationalen Rechtsberater eingesetzt.  1975 war er Teil der spanischen Delegation im Rahmen des Westsaharakonflikts erfolgenden Grünen Marschs vor dem  Internationalen Gerichtshof in Den Haag  und vertrat Spanien im November 1975 im UN-Sicherheitsrat.
Nach Funktionen im Ministerium für Bildung und Wissenschaften und im Außenministerium war er von 1977 bis 1981 im Bereich des spanischen Rundfunks und Fernsehens tätig.
1981 wurde er spanischer Botschafter im Vereinigten Königreich, anschließend Generalkonsul in der Schweiz. Nach einer Tätigkeit als spanischer Vertreter bei internationalen Organisationen in Wien war er von 1993 bis 1996 Botschafter in Tunesien. Nachdem er von 1996 bis 2000 das Amt des spanischen Botschafters  in der Schweiz übernommen hatte, war er von 2001 bis 2004 Botschafter in Marokko.
Am 16. Juli 2002 wurde er während des Petersilienkriegs aus Rabat in die Heimat zurückbeordert, nachdem Verhandlungen mit Marokko zu keiner Lösung führten. Im Februar 2003 kehrte er als Botschafter wieder nach Marokko zurück.